# Formació estel·lar

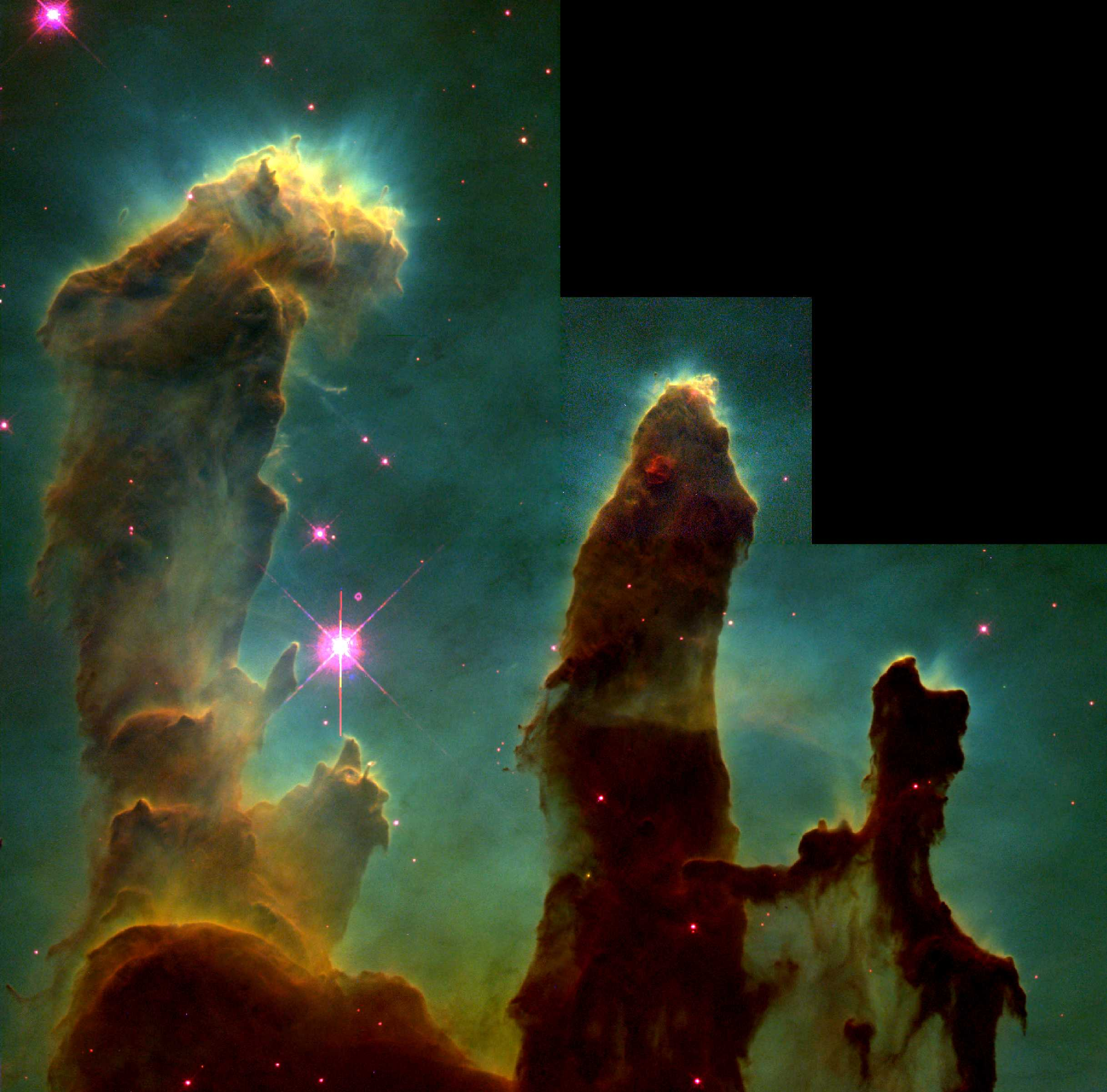
Pilars de gas molecular en la nebulosa de l'àguila. Algunes estrelles estan encara formant-se en el seu interior.

La formació d'estrelles és el procés pel qual les parts denses del núvols moleculars col·lapsen en una bola de plasma per a formar una estrella. Com a branca de l'astronomia, la formació d'estrelles inclou l'estudi del medi interestel·lar i núvols moleculars gegants (NMG) com a precursors del procés de formació d'estrelles i l'estudi d'objectes estel·lars joves i la formació de planetes com els seus productes immediats. La teoria de formació d'estrelles, ha de tenir en compte la formació d'una sola estrella, i també les estadístiques de formació d'estrelles binàries i la funció de la massa inicial.

La formació estel·lar és el procés pel qual grans masses de gas que es troben en galàxies formant extensos núvols moleculars es transformen en estrelles. Aquests núvols moleculars poden anar des de 100.000 masses solars a tan sols unes poques. Els models de formació estableixen un límit inferior bé conegut de 0,08 MSol per a poder encendre l'hidrogen. Per contra, el límit superior és molt més difús i ve determinat per un conjunt de factors que frenen el procés, la força centrífuga creixent a l'anar-se comprimint el núvol, els camps magnètics creixents a l'augmentar les velocitats de les partícules carregades i els vents solars intensos que sorgeixen quan es comença a estabilitzar l'embrió estel·lar. Amb tot això, es calcula que la massa màxima per a una estrella estaria entorn de 60 o 100 MSol. El procés de formació estel·lar es divideix en dues fases uneixo com núvol molecular i altre com protoestrella. 
En un primer moment, el núvol col·lapsa i la radiació escapa lliure. En la segona etapa es forma un nucli més dens i opac a la radiació la qual cosa fa que s'escalfi. Finalment, la caiguda de material sobre aquest nucli escalfa la seva superfície pel que la protoestrella comença a emetre radiació.

## Núvol molecular
La teoria actual sobre la formació estel·lar, sosté que la formació estel·lar es dona en els núvols moleculars gegants. Aquests núvols contenen, bàsicament, hidrogen molecular H₂. Són regions fredes (10-30K) i denses (10³-104sup> cm>-3). A causa d'alguna classe de desencadenant, es tornen inestables gravitacionalment, fragmentant-se i col·lapsant. Els fragments poden anar des de desenes fins a centenars de masses solars. La causa de la inestabilitat sol ser el front de xoc d'alguna explosió de supernova o el pas del núvol per una regió densa, com els braços espirals. També pot ocórrer que un núvol suficientment massiu i fred col·lapsi per si mateix. Sigui com sigui, el resultat sempre és una regió col·lapsant en caiguda lliure. Aquesta regió és inicialment transparent a la radiació pel que la seva compressió serà pràcticament isoterma. Tota l'energia gravitatòria s'emetrà en forma de radiació infraroja. Per altra banda, el centre de la regió es contraurà més de pressa que el gas circumdant per tenir el primer major densitat. Així, es diferenciarà un nucli més dens anomenat protoestrella.

### Inestabilitat de Jeans
La teoria de la fragmentació i col·lapse gravitatori de núvols moleculars per la seva pròpia gravetat va ser desenvolupada per James Jeans al voltant de l'any 1902 i encara que en l'actualitat els processos de formació estel·lar es coneixen amb molta major precisió la teoria de Jeans constitueix una bona primera aproximació.
Jeans va calcular que sota determinades condicions un núvol molecular podia contreure's per atracció gravitatòria. Solament feia falta que fos prou massiu i fred. Un núvol estable, si es comprimeix, augmenta la seva pressió més ràpidament que la seva gravetat i retorna espontàniament al seu estat original. Però si el núvol supera certa massa crítica llavors s'inestabilitzarà tota i col·lapsarà en tot el seu volum. Aquest és el motiu pel qual les inestabilitats solen produir-se en els núvols més grans donant lloc a brots intensos de formació estel·lar. Aquesta massa crítica de Jeans és una funció depenent de la densitat i la temperatura i es representa com: 
{\displaystyle Mj={\frac {9}{4}}\times \left({\frac {1}{2\pi n}}\right)^{\frac {1}{2}}\times {\frac {1}{m^{2}}}\times \left({\frac {kT}{G}}\right)^{\frac {3}{2}}}

## Protoestrella
La massa, inicialment homogènia, acaba per formar una esfera de gas en el centre. Aquesta esfera es contreu més de pressa diferenciant-se de la resta del núvol. Aquesta estructura és l'embrió estel·lar denominat protoestrella. A pesar de la compressió del gas la seva densitat és, encara, massa baixa i la radiació segueix escapant lliurement. Per això, l'esfera tot just augmenta la seva temperatura fins al cap d'uns centenars de milers d'anys. El cos llavors es torna opac a la radiació i comença a escalfar-se mentre es contreu. De fet, la meitat de l'energia gravitatòria perduda en el col·lapse segueix radiant-se però l'altra meitat ja s'inverteix a escalfar la protoestrella. La temperatura augmenta fins que la pressió de l'esfera compensa l'atracció gravitatòria d'aquesta. S'estabilitza, així, un nucli convectiu de la grandària de Júpiter, aproximadament, al qual se li va agregant més i més matèria procedent del núvol circumdant que cau més lentament. A l'afegir-se més massa el nucli ho compensa compactant-se encara més. En el nucli el transport tèrmic per radiació encara no és eficient, ja que el cos està format per material escassament ionitzat que deté als fotons.
El procés prossegueix fins a arribar a uns 2.000 graus moment en el qual les molècules d'hidrogen es dissocien en el nucli. Ara la creixent energia gravitatòria s'inverteix a transformar el gas molecular en un gas format per àtoms lliures. El nucli es compacta cada vegada més i la seva radiació cada vegada més intensa excita el dens gas de l'embolcall que cau sobre ell. Ara el mitjà ja no és transparent a la radiació i solament s'aprecia el gas que envolta a la protoestrella. Aquest gas ha anat conformant, a poc a poc, un disc d'acreció a causa de la rotació inicial del núvol originari (veure formació de discos d'acreció). L'acreció de matèria prossegueix, per mitjà d'un disc circumestel·lar. En aquest disc poden originar-se planetes i asteroides si la metal·licitat és prou alta. La matèria afegida a la protoestrella augmenta la massa i, per tant, la seva gravetat, i per això aquesta reacciona comprimint-se més, augmentant així la seva temperatura. Quan ha caigut gran part del gas el mitjà es torna transparent a la llum de la protoestrella que comença, llavors, a ser visible.
El nucli de la protoestrella no solament acaba per ionitzar els seus elements si no que quan les temperatures són prou altes, comença la fusió del deuteri. La pressió de radiació resultant fa més lent el col·lapse del material restant però no ho deté. El seu nucli segueix comprimint-se més i la protoestrella segueix acretant massa. En aquesta etapa es produeixen fluxos bipolars, un efecte que es deu. probablement, al moment angular del material que cau. El procés segueix així fins que s'inicia, finalment, la ignició de l'hidrogen al voltant dels 10 milions de graus. Llavors la pressió augmenta dràsticament generant forts vents estel·lars que escombren i expulsen la resta del material que l'embolcalla. La nova estrella s'estabilitza en equilibri hidroestàtic i entra en la seqüència principal en la qual transcorrerà la major part de la seva vida.
Però si el cos està per sota de les 0,08 masses solars el procés s'avortarà abans d'hora frenat per la pressió dels electrons degenerats sense haver arribat encara a encendre l'hidrogen. L'objecte detindrà la seva contracció i es refredarà en un temps de Kelvin, uns pocs milions d'anys per a convertir-se, finalment, en una nana marró.

## Formació d'estrelles supermassives
Les etapes del procés estan ben definides per a estrelles la massa de les quals és aproximadament igual o menor que la massa del Sol. Per a masses majors, la durada del procés de formació estel·lar és comparable a les altres escales de temps de la seva evolució, molt més curtes, i el procés no està tan ben definit. D'alguna manera es creu que la ignició de l'hidrogen començaria bastant abans que l'estrella arribés a agregar la seva massa total. Una altra gran part de la massa més exterior seria no solament escombrada i impulsada cap a l'espai interestel·lar sinó també fotoionitzada per la seva intensa radiació donant lloc a les regions HII. Sigui com sigui la vida d'aquestes estrelles és tan curta, de l'ordre de centenars o fins i tot desenes de milions d'anys, que en temps cosmològics ni tan sols existeixen. La seva formació, vida i destrucció són processos molt dramàtics en els quals tot just si hi ha descans.
Se sap que l'opacitat augmenta amb la metal·licitat, ja que els elements com més pesats més absorbeixen els fotons. Això es tradueix en una major embranzida per part dels vents estel·lars de les estrelles supermassives que, amb les metal·licitats actuals de la galàxia, no assoleixen concentrar més de 120-200 MSol. Aquesta embranzida impedeix, a partir de cert punt, que l'estrella segueixi acretant massa, per això, les estrelles més pobres en metalls poden arribar a masses majors. Es creu que les primeres estrelles de l'univers, molt pobres en metalls, es podrien haver format amb masses de diversos centenars de masses solars d'hidrogen i heli.

## Planters estel·lars

### Núvols interetel·lars
Una galàxia en espiral com la Via Làctia conté estrelles, romanents estel·lars i un medi interestel·lar (MIS) difús de gas i pols. Aquest últim es compon de prop de 0,1 a 1 partícules per cm³ i és típicament compost d'aproximadament el 70% d'hidrogen en massa, mentre la majoria del gas restant està constituïda d'heli. (Hi ha traces d'elements més pesants, anomenats metalls.) Les regions de major densitat del medi interestel·lar es formen els núvols, o nebuloses difuses, on té lloc la formació d'estrelles. En contrast, una galàxia el·líptica perd el component fred del seu medi interestel·lar dins d'aproximadament mil milions d'anys, el que impedeix la formació de la galàxia, nebuloses difuses, excepte a través de fusions amb altres galàxies.
En les nebuloses denses on es produeixen les estrelles, la major part de l'hidrogen es troba en el forma molecular (H₂), de manera que aquestes nebuloses s'anomenen núvols moleculars. Les formacions de major envergadura, anomenades núvols moleculars gegants, tenen una densitat típica de 100 partícules per cm³, amb diàmetres de 100 anys llum (9,5 × 1.0¹⁴ quilòmetres), masses de fins a 6 milions de masses solars, i una temperatura interior mitjana de 10 K. Sobre la meitat de la massa total de la MIS galàctica es troba en els núvols moleculars i es calcula que hi ha 6.000 núvols moleculars, cada una amb més de 100.000 masses solars. La nebulosa més propera al Sol, on les estrelles massives s'estan formant és la nebulosa d'Orió, 1.300 anys-llum (1,2 × 10¹⁶ quilòmetres) de distància. No obstant això, la menor formació d'estrelles de massa que està passant sobre 400-450 anys-llum de distància en el complex del núvol ρ Ophiuchi.
Un lloc de formació estel·lar més abundant està en els núvols opacs de gas dens i pols conegut com a glòbuls de Bok, anomenat així en honor de l'astrònom Bart Bok. Aquests es poden formar en associació amb el col·lapse dels núvols moleculars o, possiblement, de forma independent. Els glòbuls de Bok tenen normalment fins a un any llum de diàmetre i tenen una massa d'unes poques masses solars. Es pot observar com els núvols negres formen siluetes contra les nebuloses d'emissió brillant o les estrelles de fons. Més de la meitat dels glòbuls de Bok coneguts s'ha descobert que contenen estrelles de nova formació.

## Col·lapse dels núvols
Un núvol interestel·lar de gas es mantindrà en equilibri hidroestàtic, sempre que l'energia cinètica de la pressió del gas estigui en equilibri amb l'energia potencial de la força de gravetat interna. Matemàticament això s'expressa utilitzant el teorema del virial, que estableix que, per mantenir l'equilibri, l'energia potencial gravitatòria ha de ser igual a dues vegades l'energia tèrmica interior. Si un núvol és prou massiu de forma que la pressió del gas és insuficient per suportar-la, el núvol sofrirà un col·lapse gravitacional. La massa d'un núvol per la qual estevé aquest col·lapse es diu la massa de Jeans. La massa de Jeans depèn de la temperatura i la densitat del núvol, però sol ser de milers a desenes de milers de masses solars. Això coincideix amb la massa típica d'un cúmul obert d'estrelles, que és el producte final del col·lapse d'un núvol.
Quan ha començat la formació d'estrelles, un de diversos esdeveniments pot ocórrer per comprimir un núvol molecular i iniciar el seu col·lapse gravitacional. Els núvols moleculars poden xocar uns amb els altres, però també l'explosió d'una supernova propera pot disparar el col·lapse, enviant matèria amb suficient energia cinètica cap a dins el núvol a molta alta velocitat. D'altra banda, les col·lisions galàctiques poden desencadenar esclats massius de formació d'estrelles, quan els núvols de gas a cada galàxia es comprimeixen i s'agiten per les forces de marea. Aquest últim mecanisme pot ser responsable de la formació dels cúmuls globulars.
Un forat negre supermassiu en el centre d'una galàxia pot servir per regular la taxa de formació d'estrelles en un nucli galàctic. Un forat negre que està acumulant matèria que cau pot esdevenir actiu, emetent un fort vent a través d'un jet relativista col·limat. Això pot limitar la formació de més estrelles. No obstant això, les emissions de ràdio al voltant dels jets també poden activar la formació d'estrelles. Així també, un raig feble pot desencadenar la formació d'estrelles quan xoca amb un núvol [16].